# Anomala infans
Anomala infans är en skalbaggsart som beskrevs av Ohaus 1910. Anomala infans ingår i släktet Anomala och familjen Rutelidae. Inga underarter finns listade i Catalogue of Life.